# Кетемерешть-Дял
Кетемерешть-Дял, Кетемерешті-Дял (рум. Cătămărești-Deal) — село у повіті Ботошані в Румунії. Входить до складу комуни Міхай-Емінеску.
Село розташоване на відстані 372 км на північ від Бухареста, 5 км на північний захід від Ботошань, 100 км на північний захід від Ясс.

## Населення
За даними перепису населення 2002 року у селі проживала 2151 особа, усі — румуни. Усі жителі села рідною мовою назвали румунську.